# Simone Anzani

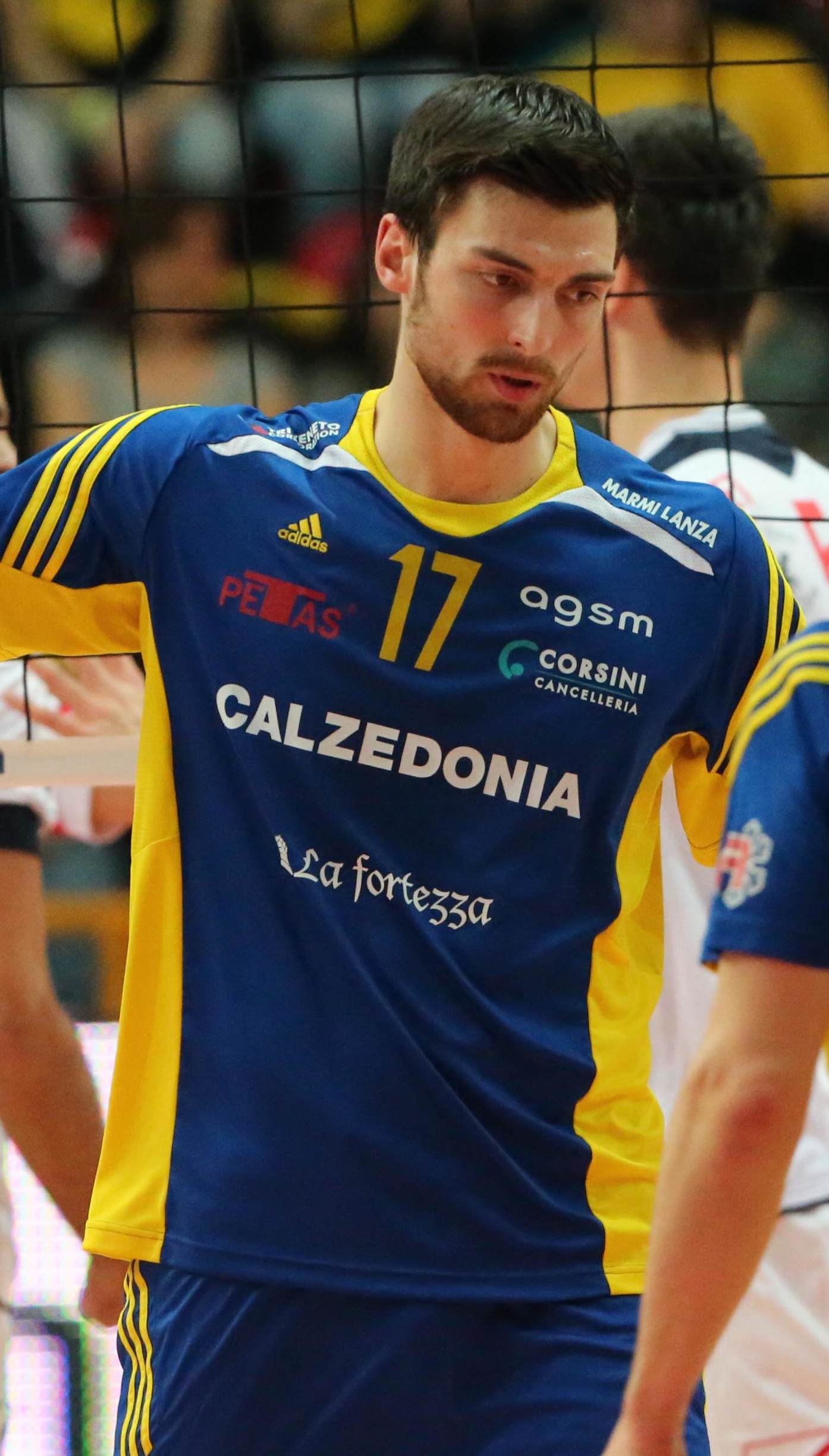
Simone Anzani zawodnikiem Calzedonii Werona

Simone Anzani (ur. 24 lutego 1992 w Como) – włoski siatkarz, grający na pozycji środkowego, reprezentant Włoch. 
16 lipca 2024 roku miał operację ablacji serca w szpitalu San Raffaele w Mediolanie.

## Sukcesy klubowe
Mistrzostwo Włoch:
- 2018, 2021, 2022[4]
- 2023[5]
- 2010

Puchar CEV:
- 2011[6]

Puchar Challenge:
- 2016

Superpuchar Włoch:
- 2017, 2018

Puchar Włoch:
- 2018, 2020, 2021

Liga Mistrzów:
- 2018

Klubowe Mistrzostwa Świata:
- 2019
- 2021

## Sukcesy reprezentacyjne
Igrzyska Śródziemnomorskie:
- 2013

Liga Światowa:
- 2014[7]

Puchar Świata:
- 2015

Mistrzostwa Europy:
- 2021
- 2015

Mistrzostwa Świata:
- 2022[8]

Liga Narodów:
- 2025[9]